# Магнус Гвудмундссон
Ма́гнус Гвудмундссон (ісл. Magnús Guðmundsson; 6 лютого 1879 — 28 листопада 1937) — ісландський політик, виконував обов’язки прем'єр-міністр Ісландії після смерті Йоуна Магнуссона до обрання нового голови уряду 8 липня 1926 року.